# باولارو
باولارو هي بلدة إيطالية تقع في مقاطعة أوديني في إقليم فريولي فينيتسيا جوليا.